# Kevin Boothe
Pour les articles homonymes, voir Boothe.
(en) Statistiques sur pro-football-reference
Kevin Boothe, né le 5 juillet 1983 dans le Queens à New York, est un joueur professionnel américain de football américain. 
Il a joué au poste d'offensive guard pour les Raiders d'Oakland et les Giants de New York dans la National Football League (NFL) entre 2006 et 2014. Il remporte deux Super Bowls durant sa carrière, tous avec les Giants.

## Biographie

### Carrière universitaire
Boothe effectue sa carrière universitaire avec le Big Red de Cornell. 

### Carrière professionnelle
Il est sélectionné par les Raiders d'Oakland au sixième tour, en 176e position, lors de la draft 2006 de la NFL et joue 14 matchs comme titulaire durant sa première saison professionnelle. Cependant, il est coupé par l'équipe l'année suivante, mais les Giants de New York le réclament. Durant son passage avec l'équipe, il remporte deux Super Bowls (XLII et XLVI) avant de retourner finir sa carrière avec les Raiders,,,.